# مجید تابش‌نژاد
مجید تابش‌نژاد یا فیروز تابش‌نژاد بازیکن سابق و مربی فعلی والیبال اهل ایران است. تابش‌نژاد سابقه عضویت در تیم‌های ملی والیبال جوانان و بزرگسالان ایران در کارنامه خود دارد. وی در مجموع در تیم‌های پگاه ارومیه، ذوب آهن اصفهان، نئوپان گنبد، بازرگانی جواهری گنبد، صنام تهران، پیکان تهران و اسکوباکن دانمارک توپ زده‌است. تابش‌نژاد عضو تیم ملی والیبال ایران در قهرمانی جهان ۱۹۹۸ بود. وی در حال حاضر سرمربی شهرداری ورامین است.